# Ассел (Гелдерланд)
Ассел (нід. Assel) — селище в нідерландській провінції Гелдерланд. Входить до муніципалітету Апелдорн.
Перші згадки про селище датуються 814 або 815 роком під назвою Гасле. Наразі складається з 10 будинків.

## Галерея

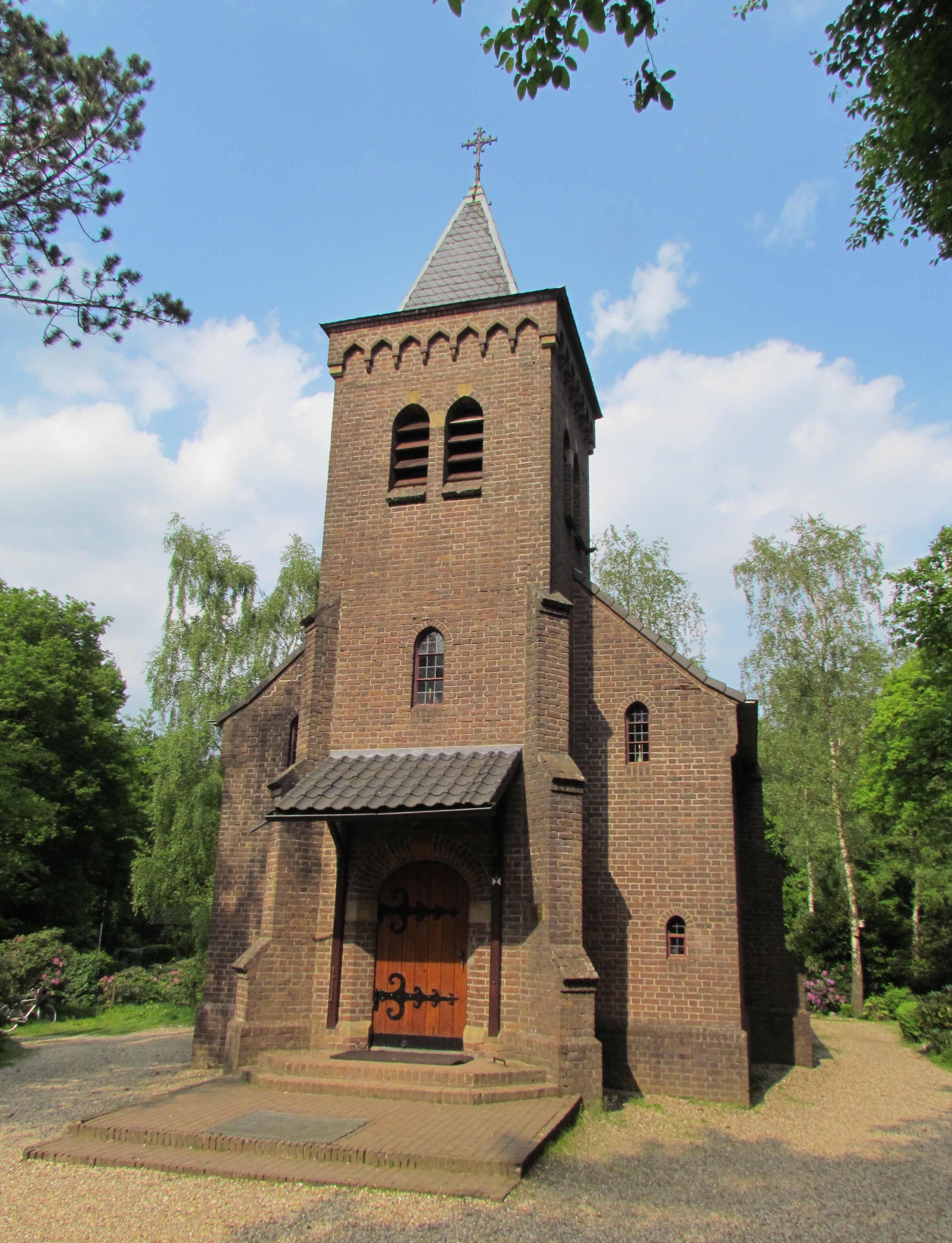
Каплиця
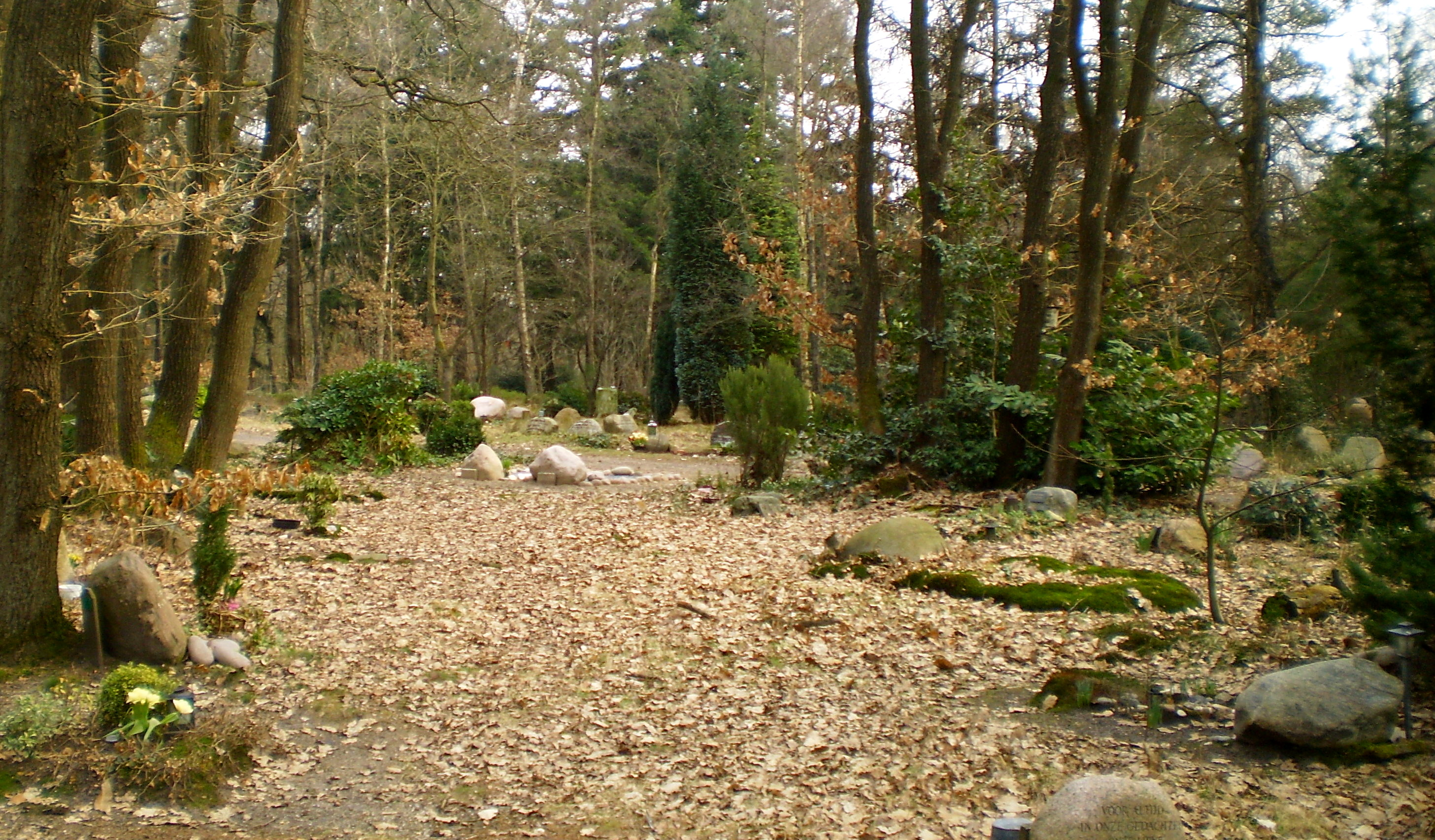
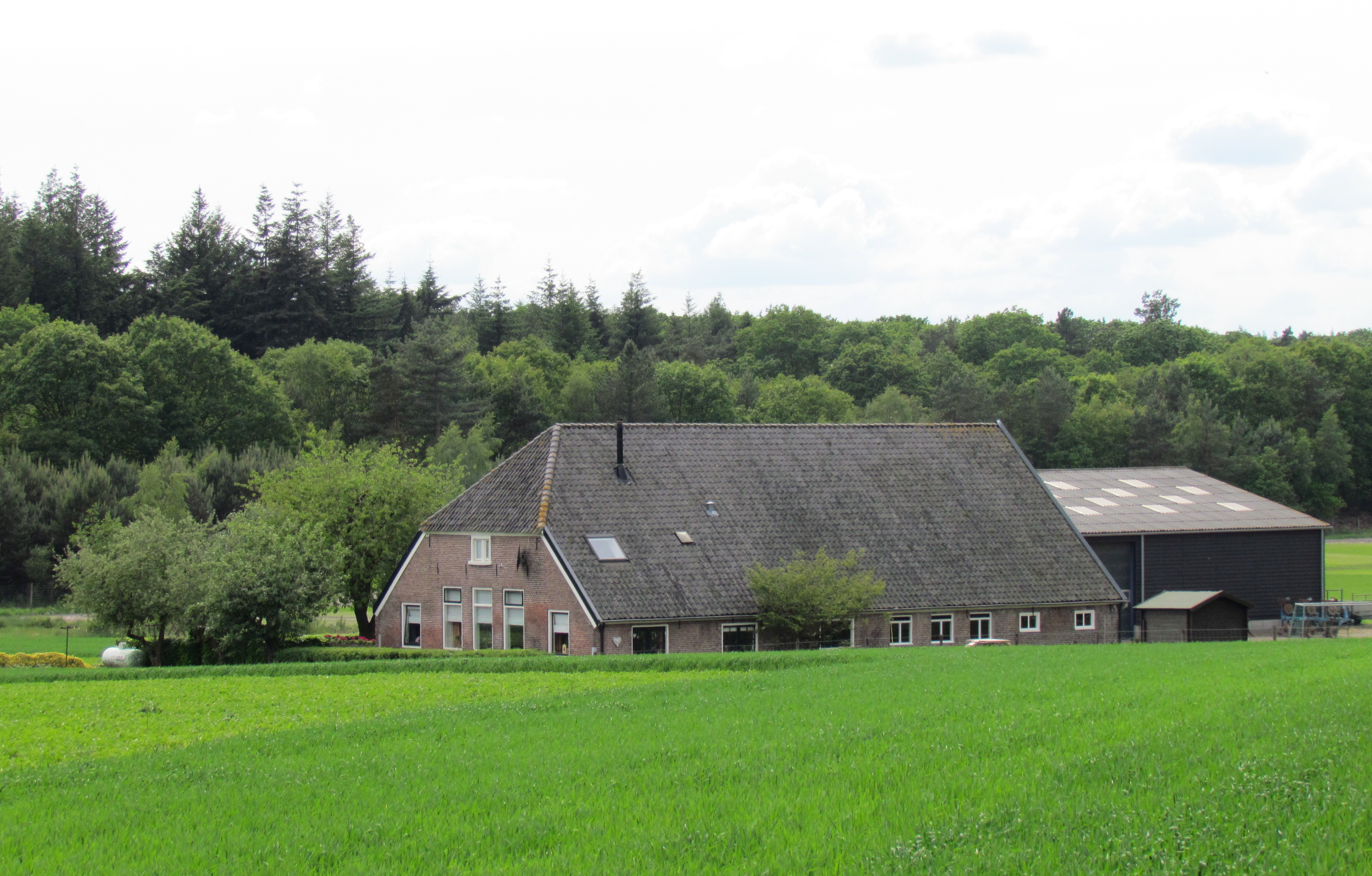
Садиба Гасло